# Рыжанкова (гора)
Рыжанкова — лесистая гора на Среднем Урале, в муниципальном округе Первоуральск Свердловской области России. Высота — 449,2 метра над уровнем моря.

## География
Гора Рыжанкова расположена в глухой лесистой местоности, к северо-востоку от Первоуральска, приблизительно в 11,5 километра по прямой от центра города. Высота вершины — 449,2 метра над уровнем моря. Гора Рыжанкова и окрестные вершины покрыты сосново-берёзовым лесом.
Гора Рыжанкова расположена чуть западнее непрерывной цепи Уральских гор, имеющих в этом месте высоты примерно около 500 метров. По ним проходит водораздел восточноевропейского Волго-Камского и северноазиатского Обско-Иртышского речных бассейнов. Сама гора Рыжанкова находится на стороне Европы. К северу от горы начинаются безымянные притоки реки Шибатин Лог, а с юго-восточного склона сочится река Мариинская.  Шибатин Лог и Мариинская являются левыми притоками Большой Шайтанки — правого притоки реки Чусовой.
К юго-востоку от горы Рыжанкова находится знаменитая гора Котёл. Расстояние между вершинами двух гор составляет примерно 3,2 километра.
Добраться до горы можно по лесным дорогам из Первоуральска, а также со стороны села Таватуй или посёлка Аять, расположенных при одноимённых железнодорожных станциях.

## История
До 1861 года горнозаводской Урал, как и всю Россию, охватывало крепостное право. Помещики-заводчики нередко отличались злым нравом и особой жестокостью, издевались над русскими людьми. Среди помещиков-самодуров выделялся и владелец Шайтанских заводов Ефим Алексеевич Ширяев. В ночь на 9 июня 1771 года один из его крепостных крестьян Андрей Степанович Плотников по прозвищу Рыжанко со своими товарищами захватил дом Ефима Ширяева, пристрелил его, сжёг бумаги заводской конторы: различные договора и долговые расписки. После этого храбрый Рыжанко бежал с завода.
Чуть позже Рыжанко был пойман сыскными людьми на данной горе. В народе он был увековечен в названнии сей горы.